# Weinmannia humblotii
Weinmannia humblotii är en tvåhjärtbladig växtart som beskrevs av Henri Ernest Baillon. Weinmannia humblotii ingår i släktet Weinmannia och familjen Cunoniaceae. Utöver nominatformen finns också underarten W. h. anceps.